# Canton d'Amiens-6-Sud
Le canton d'Amiens 6e (Sud) est un ancien canton français situé dans le département de la Somme et la région Picardie.

## Géographie
Ce canton était organisé autour d'Amiens dans l'arrondissement d'Amiens. Son altitude variait de 14 m (Amiens) à 106 m (Amiens) pour une altitude moyenne de 33 m.

## Histoire

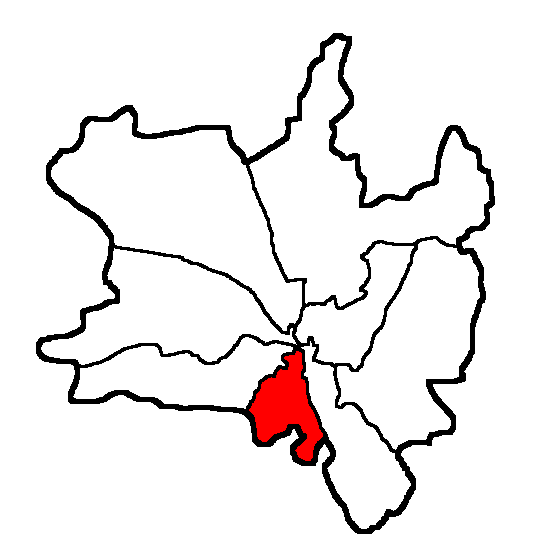
1973-2015

## Administration

### 1973 - 2015
| Régime        | Début | Fin  | Conseiller       | Parti | Parti                | Observation                                                              |
| ------------- | ----- | ---- | ---------------- | ----- | -------------------- | ------------------------------------------------------------------------ |
| Ve République | 1973  | 2011 | Hubert Henno     |       | RI puis UDF puis UMP | Agent général d'assurances Conseiller régional Adjoint au Maire d'Amiens |
| Ve République | 2011  | 2015 | Hubert de Jenlis |       | UMP puis UDI (PR)    | Agent général d'assurances Elu en 2015 dans le nouveau Canton d'Amiens-6 |

À la suite du redécoupage de 2014, ce canton se retrouve dans le nouveau canton d'Amiens-6.

## Composition
| Communes | Population (Modèle:Données/Canton d'Amiens-6-Sud/évolution population) | Code postal | Code Insee |
| -------- | ---------------------------------------------------------------------- | ----------- | ---------- |
| Amiens   | 135 501 (1)                                                            | 80000       | 80021      |

(1) fraction de commune.

## Démographie
| 1962 | 1968 | 1975 | 1982 | 1990 | 1999 | 2009 |
| ---- | ---- | ---- | ---- | ---- | ---- | ---- |
| -    | -    | -    | -    | -    | -    | -    |